# It's Not Over
«It's Not Over» es el primer sencillo oficial de Daughtry de su primer álbum Daughtry. La canción fue certificada platino en abril de 2007.

## Video musical

### Producción y recepción
Después de mucha especulación y sin saber si iban a lanzar un video, el video fue finalmente lanzado en AOL el 10 de enero del 2007. El video fue codirigido por Dean Karr y Jay Martin.
El video debutó en la posición número uno en el conteo Top 20 de VH1 la primera semana que fue elegible para que votaran por ella. La canción se quedó en la posición número uno por cuatro semanas consecutivas, luego bajo a la posición número dos cuando Blue October les quitó el lugar con su canción "Into the Ocean". Sin embargo, la siguiente semana la canción regresó a la posición número uno. Paso 14 semanas en el conteo (nuevo de ellas en la posición número uno) antes de que el video ya no fuera elegible para votar porque el un nuevo sencillo "Home" ya se había lanzado.

## Recepción
La mayoría de críticos encontraron "It's Not Over" como un sencillo pegajoso y sólido. La revista Billboard encontró "It's Not Over" como "apretada y enfocada lista para rockear". Entertainment Weekly encontró la canción "ridículamente pegajosa." Daniel Wolfe de About.com dijo que "la banda hace un gran trabajo contando la historia de una relación que salió mal," dándole a la canción una calificación de tres estrellas y media afuera de cinco estrellas. Ha habido platicas de la similitud a la canción de la banda Fuel llamada "Hemorrhage (In My Hands)", una de las canciones que Chris Daughtry canto en American Idol. 
El 6 de diciembre la canción fue nominada como Mejor Canción de Rock y Mejor Desempeño de Rock por un Grupo o Duo para los quincuagésimos Premios Grammy.

## Lista de canciones
1. «It's Not Over» (Versión del Álbum)
2. «Crashed» (Versión Acústica)

## Tablas
El sencillo debutó bastantemente alto en el Billboard Hot 100 en la posición número 65, en parte porque se encontraba en el top 40 dee iTunes. Se ha convertido en un sencillo top 5 para la banda, llegando a la posición número 4 en el Billboard Hot 100. El sencillo llegó a la posición número uno en la tabla adult Top 40 y en el conteo American Top 40.
En el lado internacional, la canción junto con el álbum, aparecieron en la tabla Top 40 de Nueva Zelanda, la canción debutó en la posición número 38 en la tabla de sencillos, y el álbum en la posición número 17en la tabla de álbumes. El sencillo llegó al top 10 en Nueva Zelanda. El sencillo iba a ser lanzado en el Reino Unido pero fue cancelado a última hora. En las Filipinas en sencillo llegó a la posición número 2 en el conteo del fin de año 2007.
| Tabla (2006-2007)                               | posición |
| ----------------------------------------------- | -------- |
| EE. UU. Billboard Hot 100                       | 4        |
| EE. UU. Billboard Pop 100                       | 3        |
| EE. UU. Billboard Mainstream Rock Tracks        | 5        |
| EE. UU. Billboard Modern Rock Tracks            | 17       |
| EE. UU. Billboard Adult Top 40                  | 1        |
| EE. UU. Billboard Hot Adult Contemporary Tracks | 18       |
| Canadian Hot 100                                | 23       |
| Nueva Zelanda Tabla de sencillos RIANZ          | 8        |
| Top 50 Nacionales de Polonia                    | 60       |
| Australia ARIA Tabla de sencillos               | 22       |
| Top 40 de Holanda                               | 22       |
| Top 100 Sencillos de Alemania                   | 38       |
| Top 75 Sencillos de Austria                     | 65       |
| Top 100 Sencillos de Suiza                      | 77       |